# Los Angeles D-Fenders 2008-2009
La stagione 2008-09 dei Los Angeles D-Fenders fu la 3ª nella NBA D-League per la franchigia.
I Los Angeles D-Fenders arrivarono quinti nella Western Division con un record di 19-31, non qualificandosi per i play-off.

## Roster
| N° | Naz.                   | Ruolo | Sportivo           | Anno | Alt. | Peso |
| -- | ---------------------- | ----- | ------------------ | ---- | ---- | ---- |
| 2  | Stati Uniti (bandiera) | P     | Lawrence McKenzie  | 1985 | 188  | 86   |
| 2  | Cina (bandiera)        | A     | Sun Yue            | 1985 | 206  | 93   |
| 3  | Stati Uniti (bandiera) | AC    | Othella Harrington | 1974 | 206  | 107  |
| 10 | Stati Uniti (bandiera) | G     | Darren Cooper      | 1983 | 191  | 88   |
| 13 | Stati Uniti (bandiera) | G     | Brandon Heath      | 1984 | 193  | 90   |
| 14 | Stati Uniti (bandiera) | GA    | Joe Crawford       | 1986 | 196  | 95   |
| 15 | Stati Uniti (bandiera) | G     | Cheyne Gadson      | 1980 | 191  | 86   |
| 15 | Stati Uniti (bandiera) | G     | Charlie Parker     | 1985 | 191  | 88   |
| 21 | Stati Uniti (bandiera) | A     | Anthony Coleman    | 1982 | 211  | 98   |
| 21 | Sudan (bandiera)       | C     | Longar Longar      | 1983 | 211  | 113  |
| 21 | Stati Uniti (bandiera) | A     | Dominique Scales   | 1983 | 201  | 108  |
| 22 | Stati Uniti (bandiera) | AC    | Duane Erwin        | 1982 | 206  | 113  |
| 22 | Stati Uniti (bandiera) | A     | Marcus White       | 1983 | 203  | 99   |
| 32 | Stati Uniti (bandiera) | A     | Johnny Dukes       | 1984 | 203  | 95   |
| 33 | Stati Uniti (bandiera) | A     | Ryan Forehan-Kelly | 1980 | 197  | 88   |
| 33 | Stati Uniti (bandiera) | AP    | Curtis Terry       | 1985 | 196  | 93   |
| 42 | Stati Uniti (bandiera) | A     | Jamaal Brown       | 1983 | 201  | 108  |
| 42 | Stati Uniti (bandiera) | C     | Gabriel Hughes     | 1980 | 213  | 108  |
| 44 | Francia (bandiera)     | A     | Mickaël Gelabale   | 1983 | 201  | 98   |
| 44 | Stati Uniti (bandiera) | C     | C.J. Giles         | 1985 | 211  | 109  |
| 44 | Stati Uniti (bandiera) | AG    | Jasper Johnson     | 1983 | 203  | 124  |
| 50 | Stati Uniti (bandiera) | G     | Dwayne Mitchell    | 1982 | 196  | 95   |
| 99 | Stati Uniti (bandiera) | C     | Earl Barron        | 1981 | 213  | 111  |
| 99 | Stati Uniti (bandiera) | AC    | Rashid Byrd        | 1981 | 216  | 108  |

## Staff tecnico
- Allenatore: Dan Panaggio
- Vice-allenatore: Chucky Brown
- Preparatore atletico: Nina Hsieh